# 12. armija (Njemačko Carstvo)
12. armija (njem. 12. Armee / Armeeoberkommando 12 / A.O.K. 12) je bila vojna formacija njemačke vojske u Prvom svjetskom ratu. Tijekom Prvog svjetskog rata djelovala je na Istočnom bojištu.

## Povijest
Dvanaesta armija formirana je 7. kolovoza 1915. na osnovi jedinica koje su činile Armijsku grupu Gallwitz kojom je zapovijedao general topništva Max von Gallwitz koji je postao i prvim zapovjednikom 12. armije. Načelnikom stožera 12. armije imenovan je pukovnik Gottfried Marquard dotadašnji načelnik stožera Armijske grupe Gallwitz. Stožer armije bio je smješten u Grodnom u današnjoj Bjelorusiji.
Međutim, 22. rujna 1915. godine svega nekoliko tjedana nakon formiranja 12. armije, njemački glavni stožer odlučio je glavninu jedinica 12. armije premjestiti na Balkansko bojište radi formiranja nove 11. armije koja je trebala sudjelovati u invaziji na Srbiju. Jednako tako, na Balkansko bojište upućen je i stožer 12. armije koji je preuzeo zapovjedništvo nad novoformiranom 11. armijom. Stožer 12. armije koji je upućen na Balkan zamijenio je stožer rasformirane 1. armije koja se nalazila na Zapadnom bojištu. Novim zapovjednikom 12. armije postao je dotadašnji zapovjednik 1. armije general pješaštva Max von Fabeck s general poručnikom Hermannom von Kuhlom kao načelnikom stožera kojeg je u studenom 1915. na mjestu načelnika stožera zamijenio general bojnik Walter von Bergmann. Novo sjedište stožera bilo je i Lidi gdje se stožer nalazio sve do 9. listopada 1916. kada je 12. armija rasformirana. Tada je stožer 12. armije preuzeo zapovjedništvo nad 8. armijom kojom je do tada zapovijedao Otto von Below koji je pak preuzeo zapovjedništvo nad Grupom armija Below na Solunskom bojištu.
Tijekom svog postojanja 12. armija je držala položaje na sjevernom dijelu Istočnog bojišta. Sudjelovala je u završnom dijelu ofenzive Gorlice-Tarnow (1. svibnja – 18. rujna 1915) gdje je potisnula ruske snage u Poljskoj.

## Zapovjednici
Max von Gallwitz (7. kolovoza 1915. – 22. rujna 1915.)

Max von Fabeck (22. rujna 1915. – 5. listopada 1916.)

## Načelnici stožera
Gottfried Marquard (7. kolovoza 1915. – 22. rujna 1915.)

Hermann von Kuhl (22. rujna 1915. – 24. studenog 1915.)

Walter von Bergmann (24. studenog 1915. – 5. listopada 1916.)

## Bitke
Ofenziva Gorlice-Tarnow (1. svibnja – 18. rujna 1915)

## Vojni raspored 12. armije nakon osnivanja
Zapovjednik: general topništva Max von Gallwitz

Načelnik stožera: pukovnik Gottfried Marquard
- XI. korpus (genpj. Otto von Plüskow)
  - 38. pješačka divizija (gen. Schultheis)
  - 86. pješačka divizija (gen. Wernitz)

- XVII. korpus (genpj. Günther von Pannewitz)
  - 1. gardijska pričuvna divizija (gen. Albrecht)
  - 35. pješačka divizija (gen. Hahn)
  - 36. pješačka divizija (gen. Heineccius)

- XVII. pričuvni korpus (genpor. Karl Suren)
  - 85. landverska divizija (gen. Breugel)
  - 50. pričuvna divizija (gen. H. von der Goltz)
  - 14. landverska divizija (gen. Ehrenfeld)

- XIII. korpus (genpj. Theodor von Watter)
  - 26. pješačka divizija (gen. Urach)
  - 3. pješačka divizija (gen. Staabs)
  - 4. gardijska divizija (gen. Kauder)

- I. korpus (genpj. Johannes von Eben)
  - 2. pješačka divizija (gen. Falk)
  - 37. pješačka divizija (gen. Hollen)

## Vanjske poveznice
(eng.) 12. armija na stranici Prussian Machine.com

(njem.) 12. armija na stranici Deutschland14-18.de  Arhivirana inačica izvorne stranice od 5. listopada 2013. (Wayback Machine)

(njem.) 12. armija na stranici Wiki-de.genealogy.net